# Wapen van Hesselte

Het wapen van het waterschap Hesselte

Het wapen van Hesselte werd op 10 juli 1958 bij koninklijk besluit aan het waterschap Hesselte verleend. Het waterschap ging in 1985 op in het waterschap De Oude Vaart. Hiermee verviel het wapen.

## Blazoenering
De blazoenering luidt als volgt:
In keel een in een punt uitlopende vlammende paal van zilver; in het schildhoofd ter rechterzijde van deze paal een gouden sleutel, de baard naar boven en naar links gericht, de steel eindigende in een geknopte malie, waarbinnen een kruis en ter linkerzijde een naar rechts gewende bisschopsstaf, eveneens van goud; het schild voorzien van flanken, gedwarsbalkt van goud en sabel van elf stukken en gedekt met een gouden kroon van drie bladeren en twee paarlen.
De heraldische kleuren zijn: goud (geel), keel (rood), sabel (zwart) en zilver. Het schild is gedekt met een gravenkroon.

## Geschiedenis
Toen de eerste wapens aan waterschappen in Drenthe werden verleend had ook het waterschap Hesselte belangstelling voor een wapen. Het grillige verloop van het stroompje de Reu, die op de Havelterberg ontsprong, werd in het ontwerp verwerkt. Aan beide zijden werden elf blokjes geplaatst die verwezen naar 22 boerderijen rond 1310, in de dorpen Hesselte en Westerhesselen. Elke boerderij mocht acht paarden houden met elk een weide voor elk paard, bij elkaar waren het zo'n 176 paarden. De houders kregen een aantal plichten toegewezen in de buurt, zoals het onderhouden van de postweg.
Na overleg met de Hoge Raad van Adel werd het ontwerp uitgebreid. Er werd een staf geplaatst, die het inhuldigen van de Bisschoppen van Utrecht op de Havelterberg als landheer van Drenthe symboliseert. Ook werd een sleutel geplaatst, die verwijst naar het bisschoppelijke pakhuis in Uffelte, deze komt ook voor in het wapen van Anloo.

## Vergelijkbare wapens

Het wapen van Anloo dat in 1932 werd toegekend
Het wapen van Drentse Aa
Het wapen van Puurs